# Con đường sáng (phim dài tập)
Con đường sáng là một bộ phim truyền hình được thực hiện bởi Công ty Nghe nhìn Hà Nội, do Phạm Việt Thanh và Nguyễn Đức Việt làm đạo diễn. Kịch bản phim dựa trên những cuốn sách viết về cuộc đời Trưởng phòng Tình báo đầu tiên của Quân đội nhân dân Việt Nam, Trung tướng Hoàng Minh Đạo. Phim phát sóng vào lúc 21h00 hàng ngày, bắt đầu từ ngày 3 tháng 2 năm 2008 và kết thúc vào ngày 16 tháng 2 năm 2008 trên kênh Hà Nội 1 thuộc Đài Truyền hình Hà Nội.

## Nội dung
Bộ phim kể lại 33 năm trong cuộc đời của Anh hùng Lực lượng vũ trang nhân dân Hoàng Minh Đạo (tên thật Đào Phúc Lộc) trong suốt hai cuộc chiến tranh chống Pháp và chống Mỹ.

## Diễn viên

### Diễn viên chính
- Xuân Bắc trong vai Đào Phúc Lộc (Hoàng Minh Đạo)
  - Tuấn Linh trong vai Đào Phúc Lộc (nhỏ)
- Lê Khanh trong vai Nguyễn Thị Kíu
- Hoa Thúy trong vai Hải
  - Thanh Hương trong vai Hải (nhỏ)
- Đan Lê trong vai Minh Phụng/Minh Vân
  - Minh Phương trong vai Minh Phụng (nhỏ)/Minh Vân (nhỏ)
- Trần Nhân Hậu trong vai Oanh
  - Hiền Vi trong vai Oanh (nhỏ)
- Lê Hồng Đăng trong vai Đào Phúc Sơn (danh đề: Huy Đăng)
  - Tạ Đình Đoàn trong vai Đào Phúc Sơn (nhỏ)

### Diễn viên phụ
- Thu Hằng trong vai đào (ca nương) Loan (danh đề: Thanh Hằng)
- Trọng Trinh trong vai Đào Khanh
- An Chinh trong vai Vợ Đào Khanh
- Trần Lực trong vai Quan phủ (tập 2)
- Trần Hạnh trong vai Bố Dưỡng

#### Nhân vật lịch sử trong phim
- Đức Mạnh trong vai Anh Ba (Tô Hiệu)
- Cao Văn Hòa trong vai Anh Ba (Lê Duẩn)
- Trương Quang Thịnh trong vai Trần Văn Trà
- Hồng Quang trong vai Thành Ngọc Quản
- Huỳnh Phương trong vai Luận (Trần Danh Tuyên)
- Quý Bình trong vai Mười Cúc (Nguyễn Văn Linh)
- Thạch Kim Long trong vai Tám Lê Thanh
- Đào Văn Sơn trong vai Hoàng Quốc Việt
- Tùng Thiện trong vai Nguyễn Minh Vân
- Võ Thành Tâm trong vai Hai Văn (Phan Văn Đáng)
- Võ Hoàng Minh trong vai Sáu Trí (Nguyễn Văn Khiêm)
- Mạnh Hùng trong vai Cao Đăng Chiếm
- Hoàng Thục trong vai Nguyễn Bình
- Hữu Thạch trong vai Huỳnh Văn Nghệ
- Thế Phương trong vai Phan Đức

Nhóm lồng tiếng: Đình Chiến, Trọng Phan, Bích Ngọc, Trần Xuân Tâm

## Danh sách tập phim
- Tập 1: Dòng sông thơ ấu
- Tập 2: Khoảng cách
- Tập 3: Ngọn lửa vùng biên
- Tập 4: Những đứa con Móng Cái
- Tập 5:
- Tập 6: Phòng 5 – Quân Ủy Hội
- Tập 7: Con đường hạnh phúc
- Tập 8: Âm thầm góp bão trời nam
- Tập 9: Trăng khuyết lại tròn
- Tập 10: Kế hoạch ve sầu thoát xác
- Tập 11:
- Tập 12: Thử thách
- Tập 13: Biến động khôn lường
- Tập 14: Ranh giới mong manh
- Tập 15: Khúc tráng ca trên sông Vàm Cỏ

## Sản xuất
Quá trình thực hiện bộ phim về tướng tình báo Hoàng Minh Đạo được vợ chồng đạo diễn Phạm Việt Thanh và diễn viên Lê Khanh bắt đầu từ năm 2003.
Sau hai năm chuẩn bị, thành phần đoàn làm phim được công bố vào ngày 7 tháng 6 năm 2006 tại Đài Truyền hình Hà Nội, dự định đi vào sản xuất và hoàn thành tháng 12 cùng năm. Biên kịch tác phẩm là Bùi Duy Khánh. Bộ phim dự kiến có 10 tập, mỗi tập có một tựa đề riêng, bối cảnh sẽ kéo dài từ năm 1936 đến năm 1969. Tựa đề tạm thời 10 tập này gồm: Dòng sông thơ ấu, Ngọn lửa vùng biên giới, Một mình vào hang cọp, Hạnh phúc và..., Đường vào Nam, Trăng khuyết lại tròn, Kế hoạch ve sầu thoát xác, Vào hang ổ Bình Xuyên, Lửa thử vàng, Đêm bi tráng trên sông Vàm Cỏ. Kinh phí dự tính là 2,2 tỷ đồng cho 10 tập phim.
Con đường sáng được ghi hình tại gần 20 tỉnh thành khắp Việt Nam, là những nơi mà Hoàng Minh Đạo từng hoạt động. Bộ phim sử dụng công nghệ quay kỹ thuật số và hòa âm 5.1, tổ chức lồng tiếng ở cả hai miền.
Trong phim có tổng cộng khoảng 144 nhân vật, trong có có gần 100 nhân vật được được giữ nguyên tên hoặc bí danh như chính các nguyên mẫu ngoài đời. Dòng họ và người thân của Hoàng Minh Đạo đóng góp 100 triệu đồng vào kinh phí sản xuất bộ phim. Sau khi xem trước phim, Đào Phúc Sơn, em trai ông Đào Phúc Lộc, góp ý chi tiết cha của họ là một cai thầu giàu có, ăn chơi, sợ vợ và ghét bỏ con cái là chưa chính xác, bởi cụ vốn là người thương con theo cách riêng. Dù vậy, ông vẫn coi Con đường sáng "đã tạo nên một gia phả sống cho gia đình" nhà Đào Phúc Lộc.

## Phát sóng
Buổi lễ ra mắt phim được tổ chức ngày 22 tháng 1 năm 2008. Con đường sáng dài 15 tập, phát sóng tập đầu tiên trên kênh HN1 - Đài Truyền hình Hà Nội vào ngày 3 tháng 2 năm 2008. Bộ phim đã được mua bản quyền để phát sóng tại Hàn Quốc và Nhật Bản và trở thành phim truyền hình Việt Nam đầu tiên xuất khẩu sang Hàn Quốc.

## Giải thưởng và đề cử
| Năm  | Giải thưởng         | Hạng mục                 | Đề cử | Kết quả       | Nguồn  |
| ---- | ------------------- | ------------------------ | ----- | ------------- | ------ |
| 2008 | Giải Cánh diều 2007 | Phim truyền hình dài tập | —     | Cánh diều Bạc | [ 10 ] |